# 奥斯坦德
奥斯坦德（荷蘭語：Oostende，荷蘭語發音：[ˌoːstˈɛndə] ⓘ，法語發音：[ɔstɑ̃d]，德語發音：[ɔstˈʔɛndə]）是比利时弗拉芒大區西佛兰德省的一座城市，北濒北海，通行荷蘭語，是弗拉芒社群的一部分，面积40.95平方千米，人口71,557人（2022年1月1日）。

## 历史

### 早期至中世纪
在中世纪早期，奥斯坦德是一个小村庄，建在北海和海滩湖之间的一个岛屿（最初称为泰斯特雷普岛）的东端（oost einde）。虽然这个村庄很小，但在1265年左右，当居民被允许举办市场并建造集市大厅时，这个村庄上升到了“城镇”的地位。
居民的主要收入来源是捕鱼。由于水的力量，北海海岸线一直相当不稳定。1395年，居民们决定在大型堤坝后面建造一个新的奥斯坦德，远离总是充满威胁的大海。

### 15世纪到18世纪
北海海岸的战略位置对奥斯坦德港来说是一个主要优势，但也被证明是麻烦的根源。该镇经常被征服的军队占领、蹂躏、洗劫和摧毁。荷兰丐军控制了该镇。1601年至1604年的奥斯坦德围城战，据说这场战役中“西班牙人攻不可攻，荷兰人守不可守”，总共造成8万多人伤亡，成为八十年战争中最血腥的一场战役。这一令人震惊的事件引发了几年后导致休战的谈判。停战协定破裂后，这里成了敦刻尔克海盗的基地。
在这个时代之后，奥斯坦德变成了一个重要的港口。1722年，荷兰人再次封锁了世界上最大的港口——安特卫普的西斯海尔德河口。因此，奥斯坦德的重要性上升，因为该市提供了通往大海的替代出口。奥属比利时已经成为奥地利帝国的一部分。奥地利皇帝查理六世授予该市与非洲和远东的贸易垄断权。奥斯坦德贸易公司获准在海外建立殖民地。然而，1727年，由于荷兰和英国的压力，奥斯坦德公司被迫停止活动。荷兰和英国不允许在国际贸易层面上存在竞争对手。两国都认为国际贸易是他们的特权。

### 19世纪
1826年9月19日，当地的火炮弹匣发生爆炸。至少20人死亡，另有200人受伤。哈格拉斯富裕的地区被夷为平地，市内几乎没有一座建筑免遭破坏。灾难过后，疾病导致更多人死亡。
奥斯坦德港继续扩建，因为港口码头以及与内陆的交通连接都得到了改善。1838年，修建了一条与布鲁塞尔的铁路。1846年，当第一艘渡轮驶向多佛时，奥斯坦德成为英国的中转港。1854年10月，美国特使的一次会议促成了《奥斯坦德宣言》。比利时国王利奥波德一世和利奥波德二世对该镇形象的关注对该镇的形象至关重要。两位君主都喜欢在奥斯坦德度假。为了取悦王室，建造了重要的纪念碑和别墅，包括惠灵顿赛马场和奥斯坦德皇家美术馆。其他比利时贵族紧随其后，奥斯坦德很快被称为“比利时海滨度假胜地的女王”。
1866年，奥斯坦德是流亡的西班牙自由主义者和共和主义者举行的一次重要会议的地点，该会议为他们国家的一场重大起义奠定了框架，在两年后的西班牙光荣革命中达到顶峰。

### 20世纪
奥斯坦德（与几乎整个国家一样）在第一次世界大战的大部分时间里都被德国军队占领，并被用作潜艇和其他轻型海军部队的出海通道。因此，该港口遭到了皇家海军的两次海军袭击。
该市为安特卫普举办了1920年夏季奥运会的所有帆船比赛。只有12英尺小艇决赛在阿姆斯特丹举行。奥斯坦德还举办了马球比赛。
第二次世界大战涉及德国在二十多年后对该市的第二次占领；这一次它与北欧大部分地区共同占领。这两次冲突都给奥斯坦德带来了巨大的破坏。此外，其他在战争中幸存下来的豪华建筑后来被现代主义建筑风格的结构所取代。

### 21世纪
奥斯坦德的冬季公园节吸引了60多万人来到这座海滨城市。12月，奥斯坦德的圣诞市场是欧洲最大的圣诞市场之一，这里有小贩和食品销售商，还有滑冰、音乐和其他活动。一条主要购物街上的灯光秀隧道吸引了来自比利时、欧洲和其他地区的游客。

## 地理
奥斯坦德位于比利时海岸的中心，距离荷兰边境约35公里，距离法国边境约30公里。奥斯坦德位于沙丘和沿海地区。在海港航道以西，海岸几乎已全部建成。东部与奥斯坦德和德汉之间的布雷德讷海芦苇沙丘相连，除前军事区外，这些沙丘尚未开发。奥斯坦德最初位于佛兰德海岸外的一个岛屿（泰斯特雷普岛）上，是它最东边的村庄（因此得名）。另一边是韦斯滕德（意为“西端”），中间是米德尔凯尔克。
奥斯坦德是一座中心城市，拥有历史悠久的市中心、19世纪的海岸带和山麓。典型的景观是公寓楼的海滨、人口稠密的内城以及海洋和机场等大型基础设施。奥斯坦德也是一个购物中心，以小教堂街为主要购物街，在该地区很受欢迎。

## 人口
2022年的奥斯坦德是比利时第16大城市，有72000名居民，人数略有增加，尤其是在市中心。奥斯坦德是一个多元文化的城市。2022年，奥斯坦德的外国国籍或血统人口比例为31.90%，2022年，外国国籍或出身的未成年人（0-17岁）人数为49.21%，国籍多样（~160）。
在夏天，居民人数增加了五倍，达到40万。这个庞大的数字可以用度假期间来海边的游客的许多露营地、酒店和公寓来解释。
奥斯坦德是SIF+直辖市，弱势群体比例很高。该市的失业率在比利时排名第三，长期求职者比例很高。奥斯坦德三分之一的失业者是年轻人（18-30岁）。在安全和预防框架内有一项积极的毒品预防政策。

## 文化

### 景点
奥斯坦德以其滨海大道而闻名，包括奥斯坦德皇家美术馆、码头和细沙滩。奥斯坦德有许多前往海滩的一日游游客，尤其是在七月和八月。来自比利时内陆和国外的游客大多乘坐火车（一日游）抵达，前往离码头最近的海滩“小滩”（Klein Strand）。比利时的当地人和其他居民通常占据“大滩”（Groot Strand）。
海滩附近是一段保存完好的加固的大西洋壁垒，作为位于拉弗赛德的大西洋壁垒露天博物馆向公众开放。人们可以穿过渔夫广场（Vissersplein）周围的街道。在某些时候，附近的街道上有市场，夏天在渔夫广场有音乐节。渔夫广场是一个无车区，有许多小酒馆，顾客可以坐在外面喝一杯。在港口一侧有许多小型鱼铺，在那里可以看到渡轮停靠。
重要景点包括：
- 奥斯坦德的赌场和拿破仑堡（英语：Fort Napoleon, Ostend）
- 奥斯坦德火车站
- 墨卡托号（英语：Mercator (ship)）是比利时商船队军官的前训练帆船，现在向公众开放观看
- 惠灵顿赛马场（英语：Hippodrome Wellington）
- 圣佩特鲁斯和圣保罗教堂，以新哥特式风格建造
- 利奥波德二世国王雕像（英语：Equestrian Statue of Leopold II, Ostend）

### 博物馆
詹姆斯·恩索尔博物馆可以在这位艺术家从1917年到1949年居住的房子里参观。
米泽美术馆（Mu.Zee）是现代艺术博物馆（从19世纪30年代至今），展出了当地著名画家的作品，如詹姆斯·恩索爾、莱昂·斯皮利亚特、康斯坦特·佩尔梅克和战后革命性的比利时眼镜蛇运动等。

### 文化中心
2010年，奥斯坦德获得了佛兰德文化之都的称号。在这一框架内，计划了许多活动，预计居民也会积极参与。在恩索尔年之际，举行了相关的展览。
位于亨德里克·塞勒伊斯大道（Hendrik Serruyslaan）的由建筑师哈斯通·艾瑟林克设计的前邮政大楼于2012年底被翻修用作“大邮局”（De Grote Post）文化中心。它成为了一个以根特前进一号合作社为例的项目。

### 航海文化
奥斯坦德有着航海的历史，墨卡托号、阿曼迪娜号和北海水族馆就是明证。1992年，中世纪的瓦尔拉弗赛德渔村被发掘。此外，还组织了“海洋周”，还有港口公司的开放日、一年一度的海洋节Ostend voor Anker、佛兰德政府农业和渔业研究所和佛兰德海洋研究所。捕鱼业在鱼塘仍然很突出。在墨卡托海事学院，你可以学习海事领域的所有中等教育内容。从20世纪初开始，闸泊现在是水上运动娱乐的重要场所，如钓鱼、帆船、潜水和冲浪。

### 体育
- 皇家奧斯坦德足球會
- 皇家奧斯坦德體育會
- 奥斯坦德篮球俱乐部（英语：BC Oostende）

## 政治

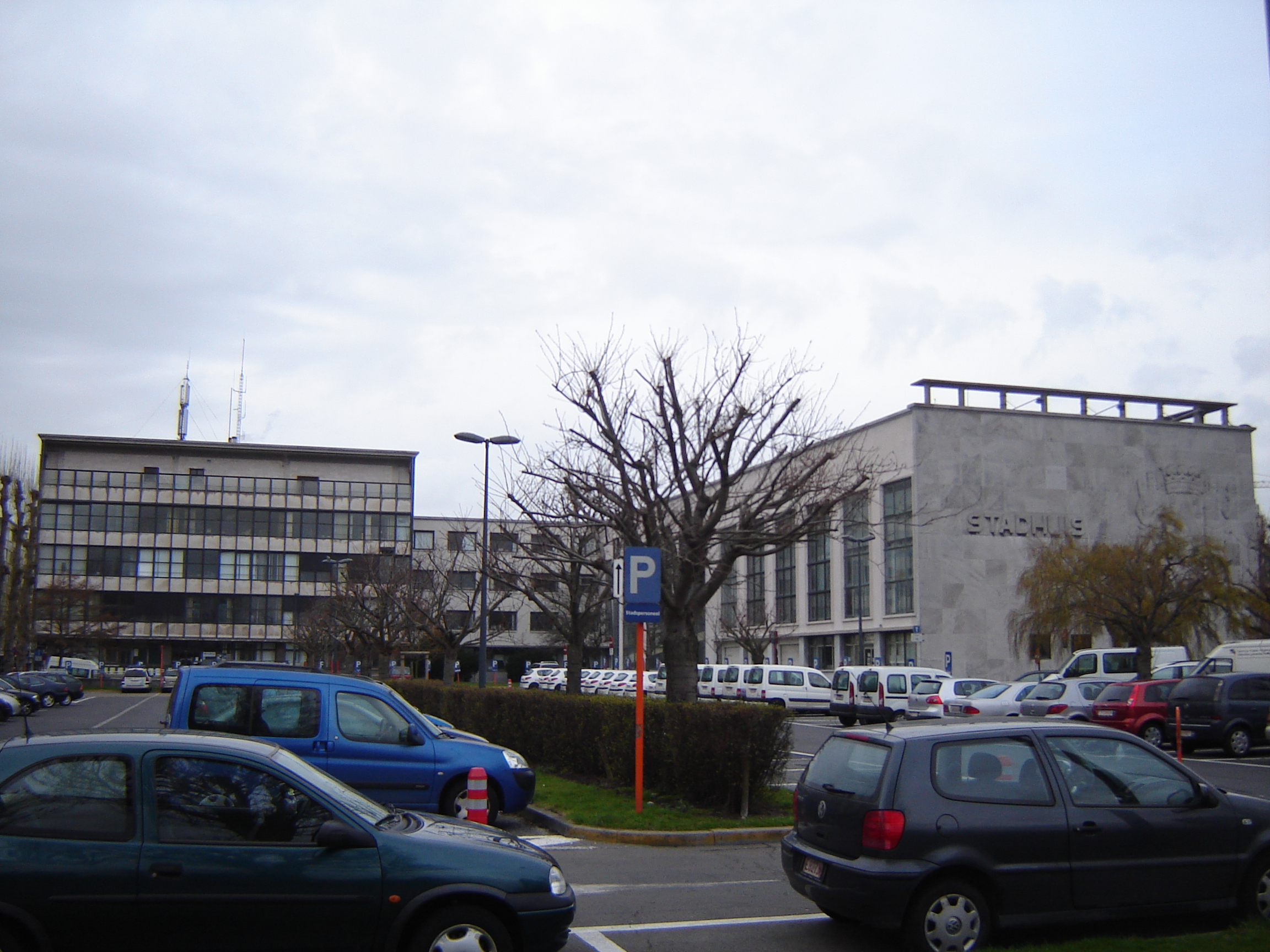
奥斯坦德市政厅

奥斯坦德市政厅始建于1961年。
2018年比利时地方选举结果，奥斯坦德市议会席位分配如下：
| 政党         | 投票率 | 席位 |
| ------------ | ------ | ---- |
| 前进         | 22.8   | 11   |
| 基督教民主   | 7.8    | 3    |
| 新弗拉芒联盟 | 16.5   | 7    |
| 开放弗拉芒   | 19.8   | 9    |
| 绿党         | 12.5   | 5    |
| 弗拉芒利益   | 13.1   | 6    |

## 气候
奥斯坦德属于海洋温带气候，受北海风的影响，夏季比欧洲内陆凉爽。24小时平均气温低于冰点的情况很少见。根据柯本气候分类系统，奥斯坦德属于海洋性西海岸气候，在气候图上缩写为“Cfb”。
| 奥斯坦德 (1981–2010 普通数据; 日照 1984–2013) | 奥斯坦德 (1981–2010 普通数据; 日照 1984–2013) | 奥斯坦德 (1981–2010 普通数据; 日照 1984–2013) | 奥斯坦德 (1981–2010 普通数据; 日照 1984–2013) | 奥斯坦德 (1981–2010 普通数据; 日照 1984–2013) | 奥斯坦德 (1981–2010 普通数据; 日照 1984–2013) | 奥斯坦德 (1981–2010 普通数据; 日照 1984–2013) | 奥斯坦德 (1981–2010 普通数据; 日照 1984–2013) | 奥斯坦德 (1981–2010 普通数据; 日照 1984–2013) | 奥斯坦德 (1981–2010 普通数据; 日照 1984–2013) | 奥斯坦德 (1981–2010 普通数据; 日照 1984–2013) | 奥斯坦德 (1981–2010 普通数据; 日照 1984–2013) | 奥斯坦德 (1981–2010 普通数据; 日照 1984–2013) | 奥斯坦德 (1981–2010 普通数据; 日照 1984–2013) |
| 月份                                          | 1月                                           | 2月                                           | 3月                                           | 4月                                           | 5月                                           | 6月                                           | 7月                                           | 8月                                           | 9月                                           | 10月                                          | 11月                                          | 12月                                          | 全年                                          |
| --------------------------------------------- | --------------------------------------------- | --------------------------------------------- | --------------------------------------------- | --------------------------------------------- | --------------------------------------------- | --------------------------------------------- | --------------------------------------------- | --------------------------------------------- | --------------------------------------------- | --------------------------------------------- | --------------------------------------------- | --------------------------------------------- | --------------------------------------------- |
| 平均高温 °C（°F）                             | 6.2 (43.2)                                    | 7.0 (44.6)                                    | 10.6 (51.1)                                   | 13.8 (56.8)                                   | 16.8 (62.2)                                   | 19.3 (66.7)                                   | 21.7 (71.1)                                   | 22.0 (71.6)                                   | 19.7 (67.5)                                   | 15.3 (59.5)                                   | 10.1 (50.2)                                   | 6.6 (43.9)                                    | 14.5 (58.1)                                   |
| 日均气温 °C（°F）                             | 3.7 (38.7)                                    | 3.8 (38.8)                                    | 6.8 (44.2)                                    | 9.1 (48.4)                                    | 12.6 (54.7)                                   | 15.3 (59.5)                                   | 17.6 (63.7)                                   | 17.4 (63.3)                                   | 14.9 (58.8)                                   | 11.3 (52.3)                                   | 7.2 (45.0)                                    | 4.2 (39.6)                                    | 10.5 (50.9)                                   |
| 平均低温 °C（°F）                             | 1.0 (33.8)                                    | 0.7 (33.3)                                    | 2.8 (37.0)                                    | 4.5 (40.1)                                    | 8.4 (47.1)                                    | 11.2 (52.2)                                   | 13.2 (55.8)                                   | 12.9 (55.2)                                   | 10.6 (51.1)                                   | 7.6 (45.7)                                    | 4.4 (39.9)                                    | 1.8 (35.2)                                    | 6.6 (43.9)                                    |
| 平均降水量 mm（）                             | 64.6 (2.54)                                   | 53.2 (2.09)                                   | 55.0 (2.17)                                   | 44.9 (1.77)                                   | 58.8 (2.31)                                   | 66.3 (2.61)                                   | 66.4 (2.61)                                   | 77.7 (3.06)                                   | 77.6 (3.06)                                   | 84.2 (3.31)                                   | 85.8 (3.38)                                   | 78.2 (3.08)                                   | 812.7 (32.00)                                 |
| 平均降水天数                                  | 12.5                                          | 10.1                                          | 11.0                                          | 9.3                                           | 10.1                                          | 9.6                                           | 8.9                                           | 9.3                                           | 10.5                                          | 12.0                                          | 13.2                                          | 12.8                                          | 129.5                                         |
| 月均日照時數                                  | 63                                            | 83                                            | 129                                           | 190                                           | 219                                           | 217                                           | 230                                           | 215                                           | 157                                           | 119                                           | 65                                            | 49                                            | 1,736                                         |
| 来源：Royal Meteorological Institute          |                                               |                                               |                                               |                                               |                                               |                                               |                                               |                                               |                                               |                                               |                                               |                                               |                                               |

## 交通
奥斯坦德-布鲁日国际机场距离奥斯坦德5公里（3英里），主要是一个货运机场，但提供飞往南欧和土耳其休闲目的地的客运航班。比利时途易航空总部设在奥斯坦德。TAAG安哥拉航空的奥斯坦德办事处位于奥斯坦德机场。

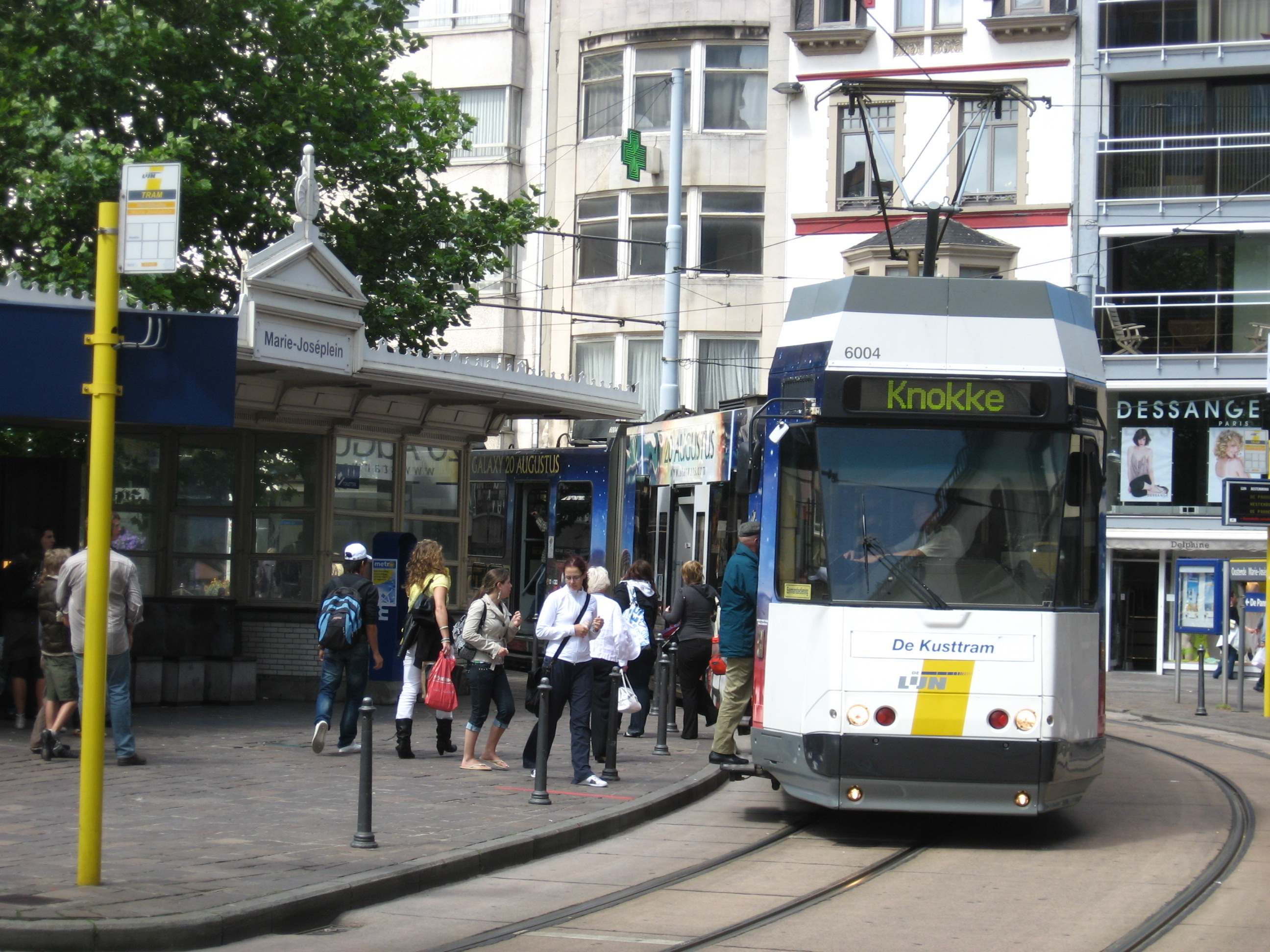
奥斯坦德市内的有轨电车

奥斯坦德火车站是比利时国家铁路公司网络上的一个主要枢纽，经常有城际列车服务于比利时50A号铁路的布鲁日火车站、根特圣彼得斯站、布鲁塞尔南站和列日吉耶曼站。海岸有轨电车南接德潘讷，北接克诺克-海斯特。
奥斯坦德以前有繁忙的前往多佛尔和拉姆斯蓋特的渡轮航线，但最后一条服务因2013年泛欧渡轮公司的破产而停运。

## 图集

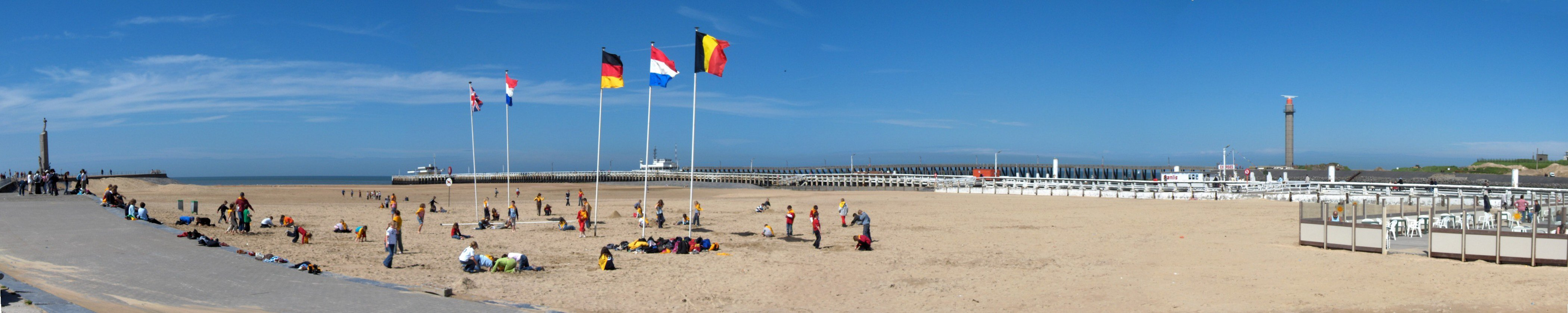
海滩全景

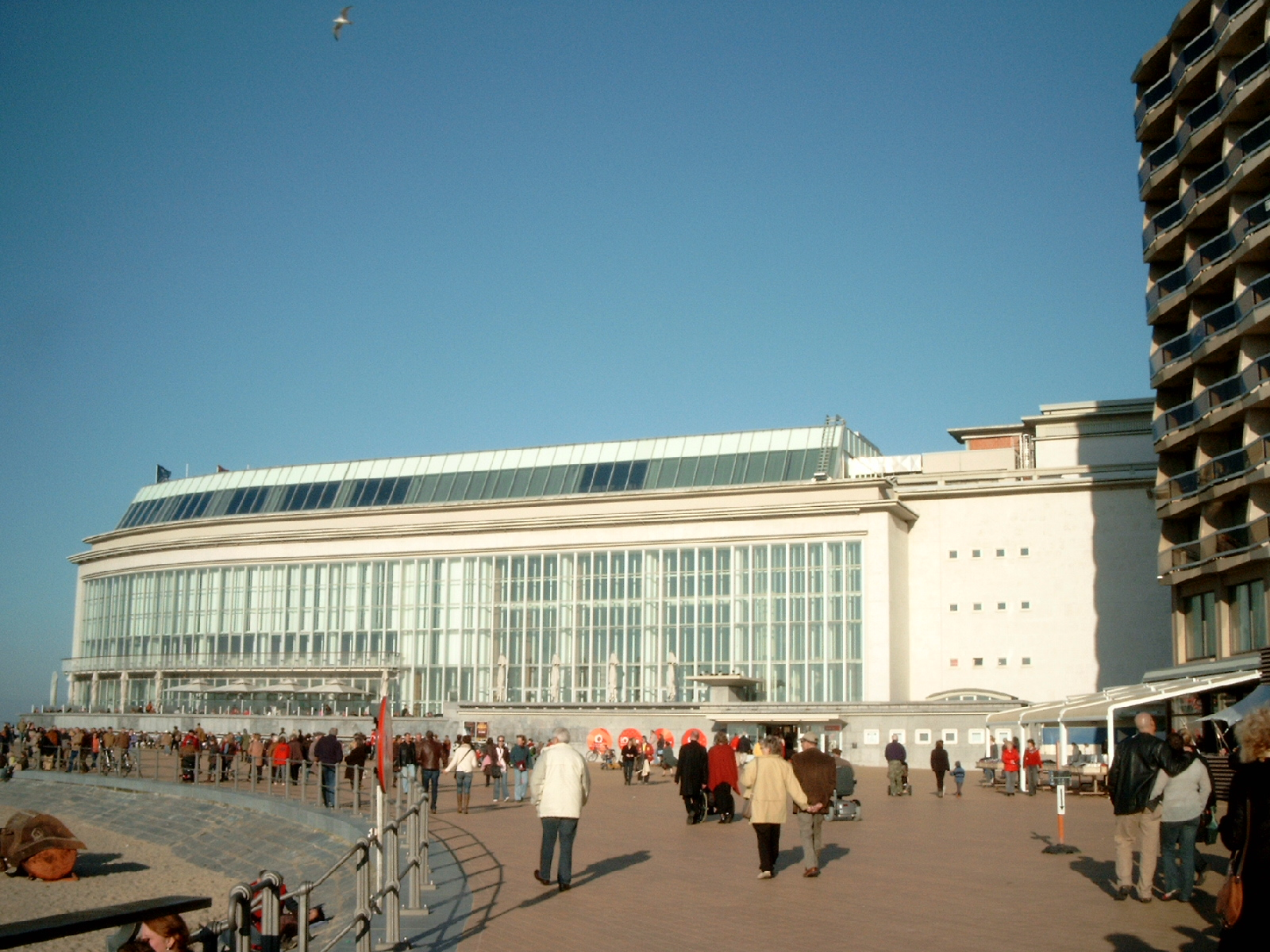
疗养厅赌场
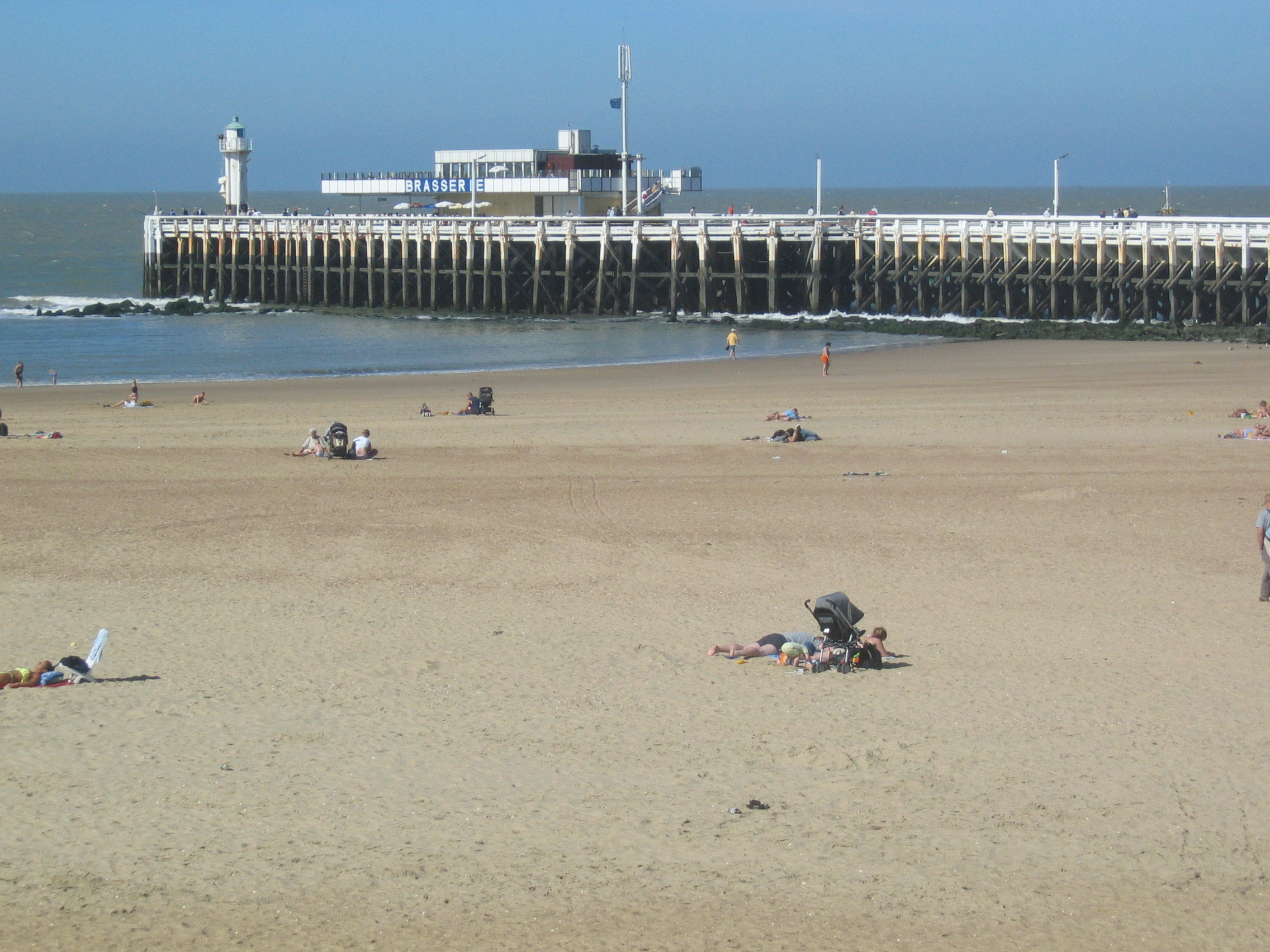
码头
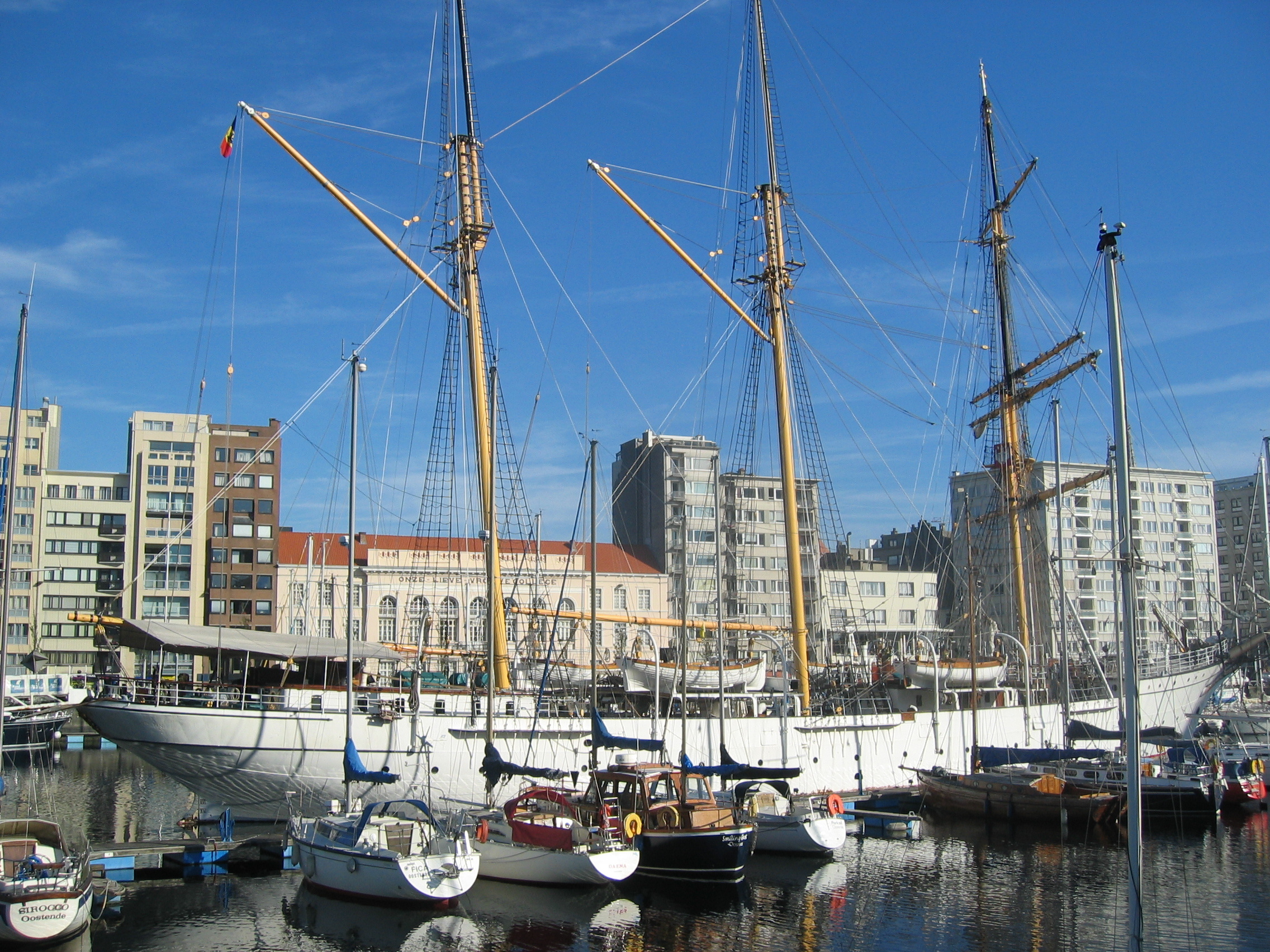
三桅帆船
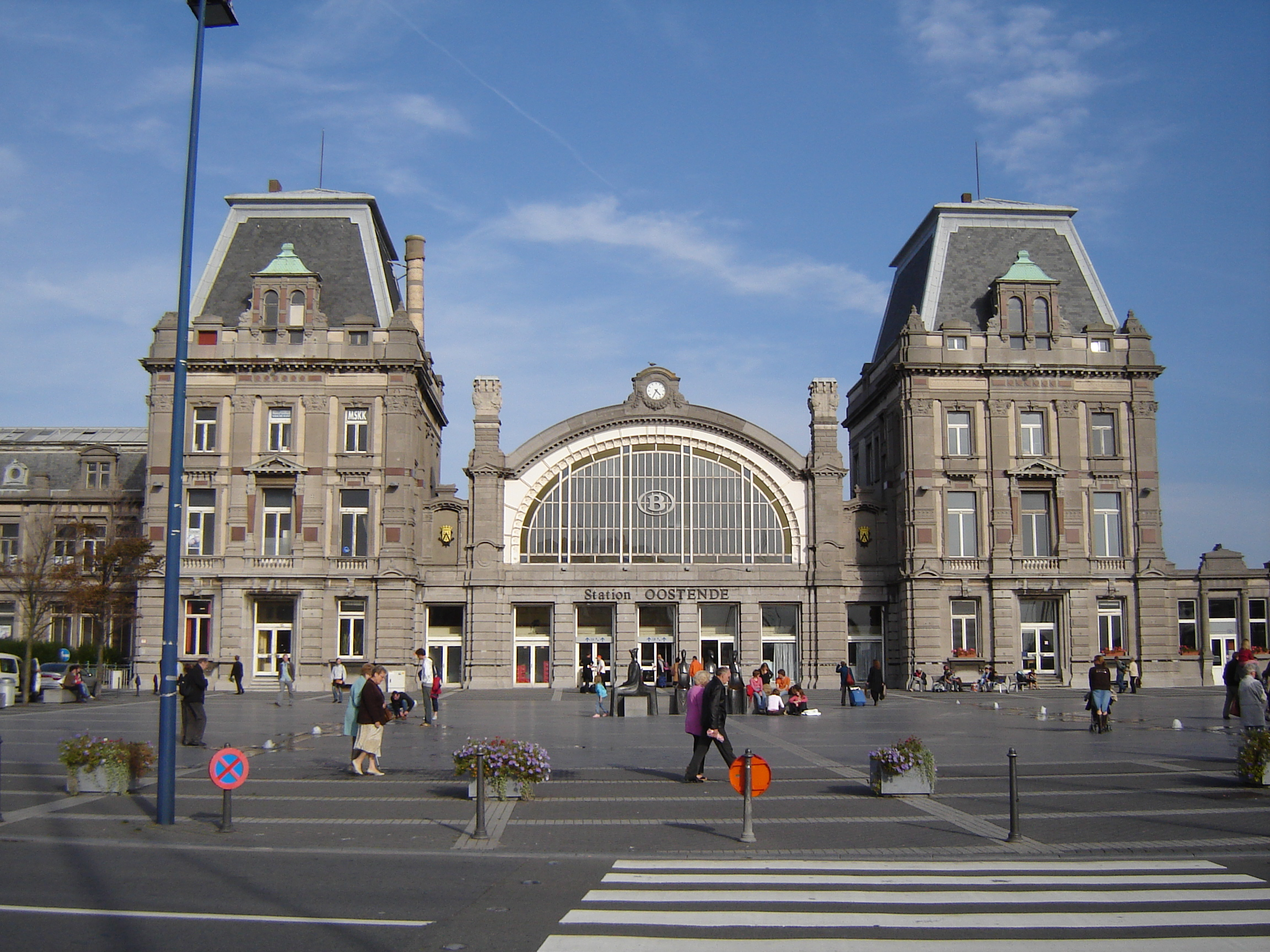
奥斯坦德火车站
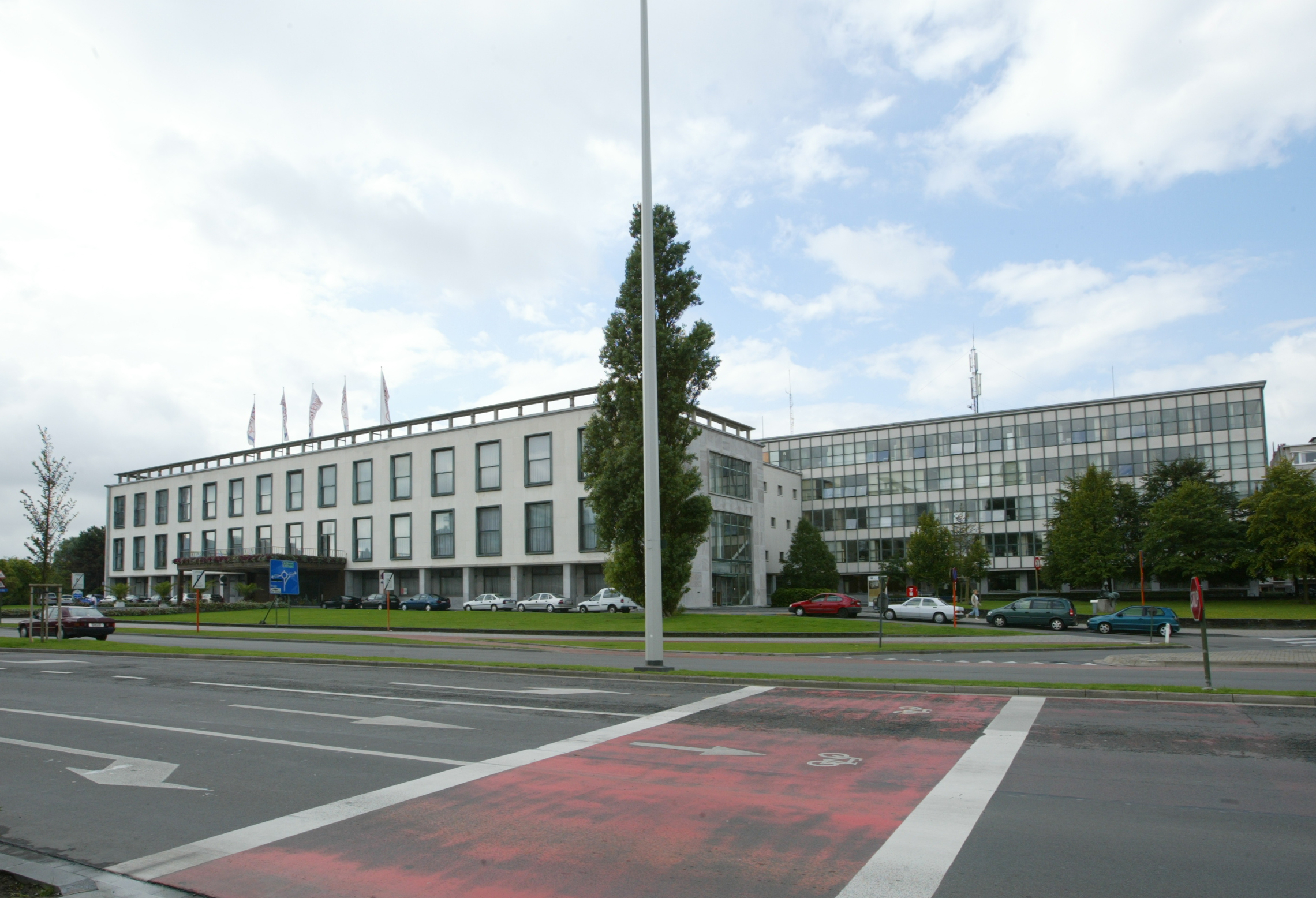
市政厅
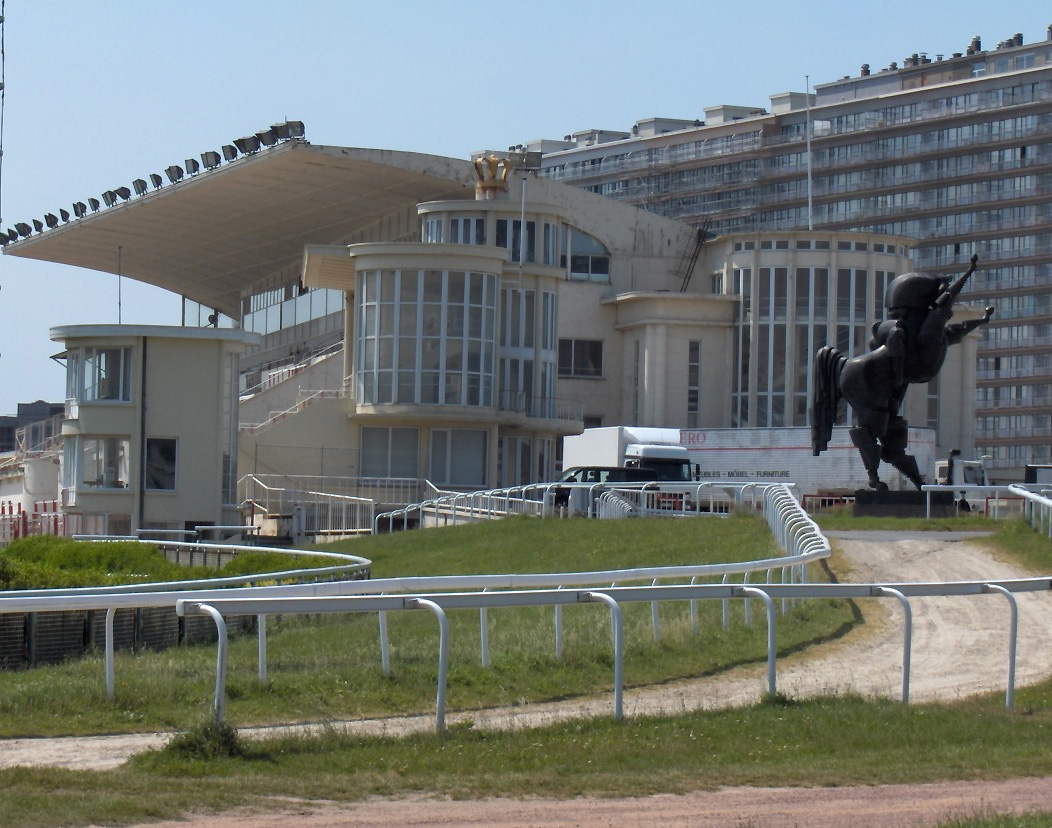
威灵顿赛马场
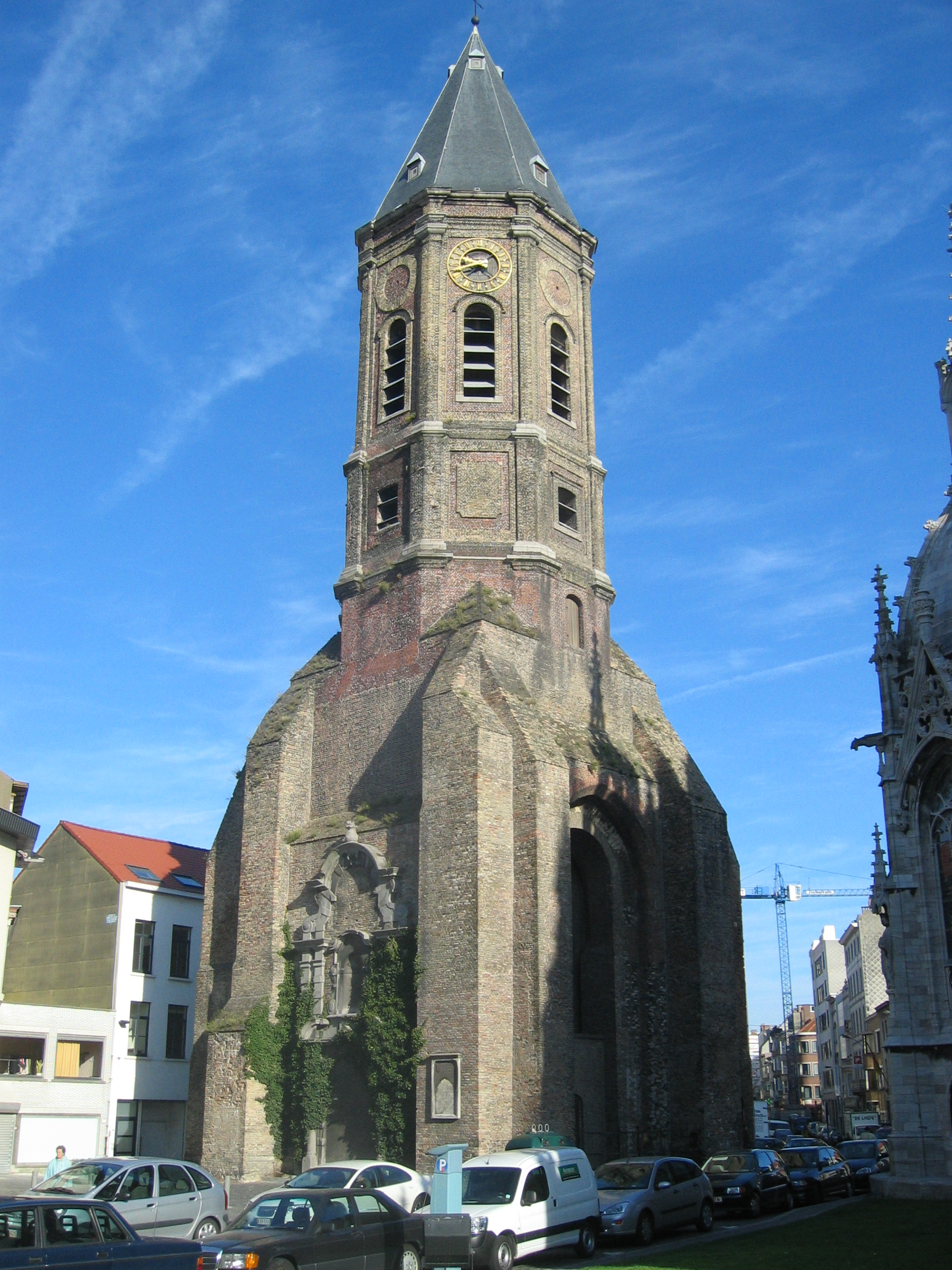
圣伯多禄塔
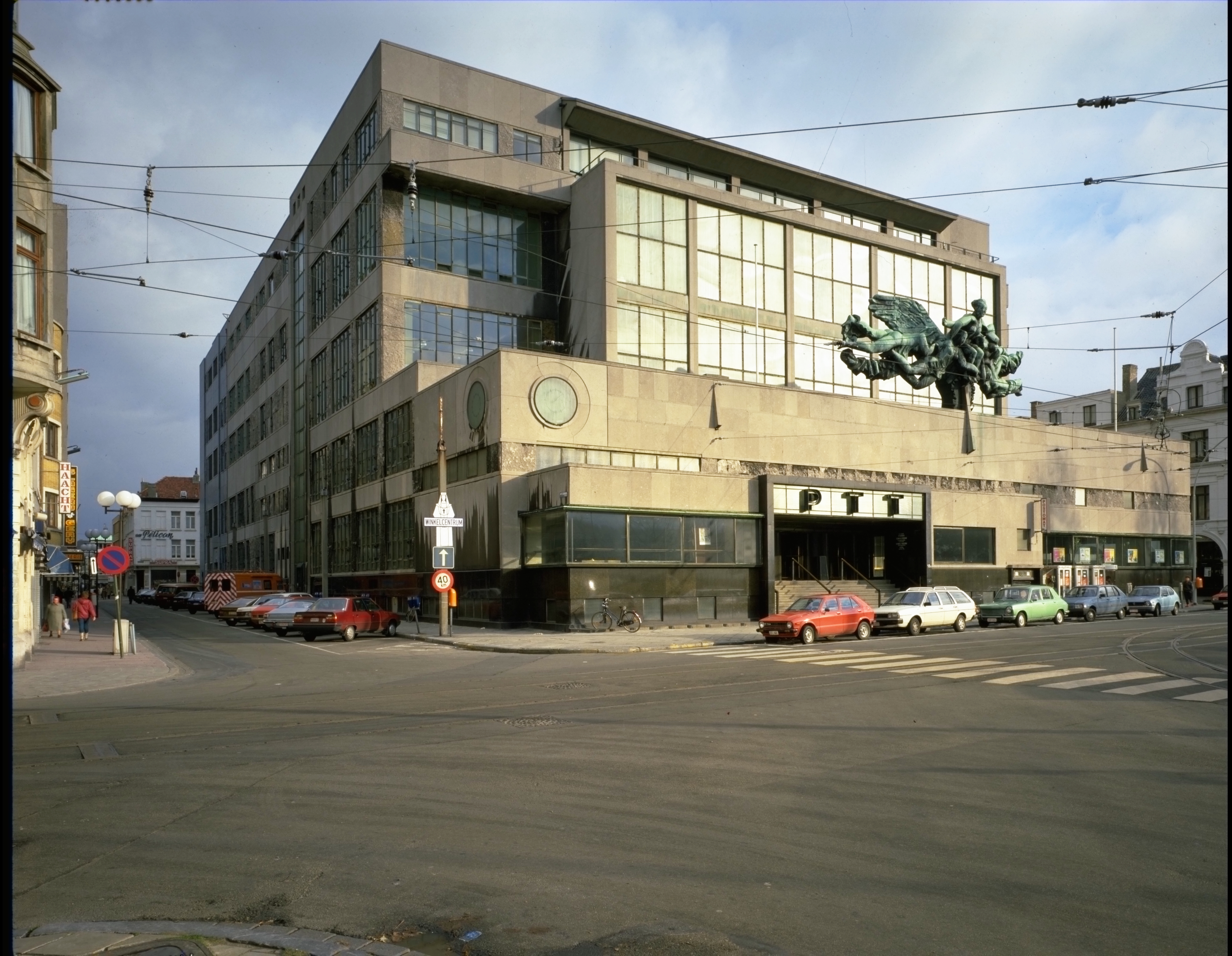
邮局

## 著名人物
- 莉莉安·巴尔斯（法语：Lilian Baels），王妃
- 奥古斯特·贝尔纳特，比利时首相和诺贝尔和平奖获得者
- 阿尔弗雷德·贝尔佩尔（英语：Alfred Belpaire），机车工程师
- 赫拉德·布拉克斯（英语：Gerard Brackx），旅游业商人
- 约翰·克龙贝兹（英语：John Crombez），政治家
- 塞萨尔·德帕珀（英语：César De Paepe），工团主义者
- 詹姆斯·恩索爾，画家
- 耶勒·弗洛里佐纳（英语：Jelle Florizoone），演员
- 马文·盖伊，音乐家
- 约翰内斯·吉修斯（英语：Johannes Gysius），历史学家
- 阿尔诺·欣特延斯（英语：Arno (singer)），TC Matic主唱
- 卡雷尔·约恩克海勒（英语：Karel Jonckheere），作家
- 米米·拉莫特（英语：Mimi Lamote），女商人
- 斯特凡·马纳（英语：Stefaan Maene），仰泳运动员
- 许贝特·明纳博（英语：Hubert Minnebo），雕塑家
- 玛丽·荷塞，意大利王后
- 迪沃克·奥里吉，足球运动员（出生在这里，但在其他地方长大）
- 奥尔良的路易丝，比利时的第一位王后
- 康斯坦特·佩尔梅克（英语：Constant Permeke），表现主义画家
- 罗歇·勒莫（英语：Roger Remaut），画家
- 勞爾·瑟瓦斯，电影制作人
- 许斯塔夫·索雷尔（英语：Gustaaf Sorel），画家
- 莱昂·斯皮利亚特（英语：Léon Spilliaert），画家
- 亨利·斯托克（英语：Henri Storck），作家、电影制作人和纪录片制作人

## 流行文化中的奥斯坦德
奥斯坦德曾被许多导演用作电影的取景地。凯瑟琳·德纳芙的电影《五克拉的爱情》；《黑暗之女》，德菲因·塞里格饰演巴托里伯爵夫人；阿兰·德龙的《Armaguedon》；洛洛·费拉里的《露营宇宙》；根据赫尔曼·布鲁塞尔曼的小说改编的《前鼓手》；在奥斯坦德拍摄部分场景。
漫画《老鼠之死》以奥斯坦德为背景，讲述了一场可怕的老鼠入侵。